# Tury (Borki)
Tury – niestandaryzowana część wsi Borki w Polsce położona w województwie wielkopolskim, w powiecie konińskim, w gminie Kramsk. Należy do sołectwa Borki.
Do 2005 roku miejscowość była częścią wsi Tury w gminie Kościelec, a obie części miejscowości oddzielała rzeka Warta. 1 stycznia 2006 roku ten obszar został włączony do gminy Kramsk.